# Krzysztof Węglarski
Krzysztof Węglarski (ur. 15 lipca 1954) – polski lekkoatleta, płotkarz, specjalizujący się w biegu na 400 metrów ppł, mistrz i reprezentant Polski, trener lekkoatletyki.

## Kariera sportowa
Był zawodnikiem AZS Poznań i AZS Łódź.
Na mistrzostwach Polski seniorów na otwartym stadionie wywalczył siedem medali: sześć w biegu na 400 metrów ppł, w tym jeden złot (1978), cztery srebrne (1975, 1976, 1980, 1981 i jeden brązowy (1979, a także jeden brązowy w sztafecie 4 x 400 metrów - w 1978. 
W latach 1975–1981 reprezentował Polskę w dwunastu meczach międzypaństwowych, odnosząc jedno zwycięstwo indywidualne, w tym w półfinale Pucharu Europy w 1981, gdzie zajął 8. miejsce w biegu na 400 metrów ppł, z wynikiem 52,1.
Po zakończeniu kariery pracował jako trener, jego zawodnikami byli m.in. Daniel Dąbrowski i Piotr Kędzia
Rekord życiowy na 400 m ppł: 50,68 (30.08.1980), na 400 m: 47,85 (1.09.1977).